# Forsa Kòrsou
Forsa Kòrsou (Nederlands:Curaçao Kracht), kortweg FK, is een Curaçaose politieke partij, 
die in januari 2004 is opgericht. Tussen 2006 en 2010 heeft de partij deelgenomen aan drie verkiezingen op Curaçao.
Forsa Kòrsou is voortgekomen uit de "Grupo di Sòpi", een Curaçaose praat- en lobbynetwerk van professionals en consultants dat in 1995 door Raymond Begina werd geïnitieerd. Oprichters van de partij waren Nelson Navarro, advocaat en voormalig topambtenaar, en Gregory Damoen, directeur van het departement van financiën van de Nederlandse Antillen. Navarro werd politiek leider en lijsttrekker van de partij. 
Bij de verkiezingen van 27 januari 2006 behaalde de partij 2 van de 14 zetels van het kiesdistrict Curaçao in de 22 zetels tellende Staten van de Nederlandse Antillen. Navarro en Glenn Camelia werden statenlid en belandden in oppositie na de formatie van het eerste kabinet de Jongh-Elhage. 
In 2007 kreeg de partij bij de eilandsraadsverkiezingen een zetel, die door Gregory Damoen werd bezet.
Bij de laatste statenverkiezingen voor de opheffing van de Nederlandse Antillen op 10 oktober 2010 deed de partij samen met MAN en LNPA mee onder het platform "Lista di Kambio", dat 5 zetels wist binnen te halen.
De partij deed echter niet mee aan de laatste eilandsraadverkiezingen op 27 augustus 2010, die voor de samenstelling van de nieuwe Staten van Curaçao golden, en is sindsdien inactief.